# Burmannia juncea
Burmannia juncea är en enhjärtbladig växtart som beskrevs av Daniel Carl Solander och Robert Brown. Burmannia juncea ingår i släktet Burmannia och familjen Burmanniaceae. Inga underarter finns listade i Catalogue of Life.